# Blauer Baumsteiger
Der Blaue Baumsteiger, auch Azurblauer Baumsteiger oder Blauer Pfeilgiftfrosch genannt, wird nach neuen Untersuchungen als eine Farbvariante des Färberfrosches (Dendrobates tinctorius) angesehen und demnach nicht mehr, wie lange Zeit üblich, als eine eigene Art Dendrobates azureus Hoogmoed, 1969 behandelt.

## Vorkommen
Der Blaue Baumsteiger kommt nur in einem kleinen Gebiet im Länderdreieck Brasilien, Französisch-Guayana und Surinam in der Sipaliwinisavanne vor und lebt zumeist auf dem Boden des tropischen Regenwaldes. Er bewohnt dort die Laubschicht und ernährt sich von kleinen Insekten, beispielsweise Ameisen (aus den Ameisen produziert er sein Gift). Der Bestand des Frosches ist wegen des kleinen Verbreitungsgebietes gefährdet. Sein Territorium wird ebenfalls durch Jäger bedroht, die Waldgebiete roden. Die Trio-Indianer, die in der Sipaliwinisavanne ansässig sind, nennen den Frosch „Okopipi“.

## Aussehen
Der tagaktive Frosch wird bis zu 4,5 cm groß, wobei die Männchen etwas kleiner bleiben und die Weibchen etwas größer sind. Er besitzt eine kräftig-blaue Grundfarbe mit schwarzen Punkten. Auch ist die Haut leuchtend und glänzend.

## Fortpflanzung
Nach der Eiablage, die gewöhnlich in Höhlen oder an Kleinstgewässern am Boden erfolgt, werden die fünf bis zehn Eier vom Männchen befruchtet. Nach dem Schlupf der Kaulquappen, der im Regelfalle nach 12 bis 16 Tagen erfolgt, werden sie von beiden Eltern in Kleinstgewässer (Pfützen, Blattachseln, Tümpeln etc.) getragen und dort gefüttert und bewacht. Die Entwicklung der Larven bis zum erwachsenen Frosch ist nach 80 bis 100 Tagen abgeschlossen.

## Gift
Der Blaue Baumsteiger sondert über Hautdrüsen Gifte ab, die vor Pilz- und Bakterienbefall schützen. Darüber hinaus schützt das Gift vor Fressfeinden, die auch schon durch die leuchtenden Farben des Frosches abgeschreckt werden. Er wird aufgrund dieser Eigenschaft zu den Pfeilgiftfröschen gezählt, jedoch ist der Blaue Baumsteiger im Vergleich zu Arten wie Phyllobates terribilis nur schwach giftig.

## Terrarienhaltung
Der Blaue Baumsteiger ist neben vielen anderen Vertretern der Pfeilgiftfrösche ein beliebtes Terrarientier. Er hat sich in den letzten Jahren zu einem recht häufig nachgezüchteten Baumsteigerfrosch entwickelt.
Als Halter benötigt man in Deutschland einen Herkunftsnachweis. Die zusätzlich für fast alle Pfeilgiftfrösche bestehende Meldepflicht bei der lokalen Behörde ist für den Blauen Baumsteiger 2005 aufgehoben worden (Anlage 5 zu § 7 Abs. 2 BArtSchV). Hierbei haben die Behörden den Blauen Baumsteiger aber noch als eigene Art Dendrobates azureus aufgefasst. Für andere Farbvarianten der Art Dendrobates tinctorius besteht die Meldepflicht daher fort.

## Einzelbelege
1. ↑  Diann E. Gaalema: Sexual conditioning in the dyeing poison dart frog (Dendrobates tinctorius). Diss. Georgia Institute of Technology, 2010, S. 26.
2. ↑  P. Weygoldt: Evolution of parental care in dart poison frogs (Amphibia: Anura: Dendrobatidae). In: Journal of Zoological Systematics and Evolutionary Research, Band 25, Nr. 1, 1987, S. 51–67, doi:10.1111/j.1439-0469.1987.tb00913.x.
3. ↑  Benjamin KaMing Chan: Influence of Parental Care Behaviors on Offspring Fitness in the Green and Black Dart-poison Frog (Dendrobates Auratus). ProQuest, 2008.